# László Ivanics
László Ivanics (ur. 1 listopada 1966 w Budapeszcie) – węgierski piłkarz występujący na pozycji pomocnika, reprezentant kraju.

## Życiorys
Seniorską karierę rozpoczynał w 1985 roku w Csepel SC. W NB I zadebiutował 17 sierpnia tegoż roku w przegranym 1:2 spotkaniu z Debreceni MVSC. Po sezonie jego klub spadł do NB II, a do najwyższej klasy rozgrywkowej powrócił w 1989 roku. Rok później został piłkarzem MTK. W sezonie 1990/1991 wystąpił w barwach tego klubu w przegranym dwumeczu Pucharu UEFA z FC Luzern. W 1992 roku został piłkarzem Honvédu, z którym w sezonie 1992/1993 zdobył mistrzostwo kraju. Od lutego do kwietnia 1993 roku grał w Nyíregyházi FC, po czym przeszedł do Rába ETO FC. 23 marca 1994 roku wystąpił w towarzyskim meczu reprezentacji z Austrią (1:1). W Győri ETO FC występował do końca 1995 roku, będąc jednocześnie w drugiej połowie 1994 roku wypożyczonym do BKV Előre SC. Następnie był piłkarzem Zalaegerszegi TE FC i Csepel SC. Ogółem wystąpił w 152 meczach NB I, w których zdobył 12 goli. Na początku 1997 roku przeszedł do indonezyjskiego Persita Tangerang, a sezon 1997/1998 spędził na grze w Szigetszentmiklósi TK. Następnie zakończył karierę.

## Statystyki ligowe
| Sezon         | Klub                | Liga  | Mecze | Gole |
| ------------- | ------------------- | ----- | ----- | ---- |
| 1989/1990     | Csepel SC           | NB I  | 24    | 1    |
| 1990/1991     | MTK-VM SK           | NB I  | 16    | 3    |
| 1991/1992     | MTK                 | NB I  | 28    | 3    |
| 1992/1993 (j) | Kispest-Honvéd FC   | NB I  | 10    | 0    |
| 1992/1993 (w) | Nyíregyházi FC      | NB I  | 4     | 0    |
| 1992/1993 (w) | Rába ETO FC Győr    | NB I  | 9     | 0    |
| 1993/1994     | ETO FC Győr         | NB I  | 24    | 3    |
| 1994/1995 (j) | BKV Előre SC        | NB II | 12    | 0    |
| 1994/1995 (w) | Győri FC            | NB I  | 12    | 0    |
| 1995/1996 (j) | Győri ETO FC        | NB I  | 4     | 0    |
| 1995/1996 (w) | Zalaegerszegi TE FC | NB I  | 9     | 0    |
| 1996/1997 (j) | Csepel SC           | NB I  | 8     | 1    |